# Jean Haag
Jean Haag (ur. ?, zm. ?) – szwajcarski piłkarz grający na pozycji pomocnika. W swojej karierze rozegrał 7 meczów w reprezentacji Szwajcarii.

## Kariera piłkarska
W swojej karierze piłkarskiej Haag grał w klubie Grasshoppers Zurych. W sezonach 1926/1927 i 1927/1928 wywalczył z nim dwa mistrzostwa Szwajcarii. Z Grasshoppers zdobył też dwa Puchary Szwajcarii w sezonach 1925/1926 i 1926/1927.

## Kariera reprezentacyjna
W reprezentacji Szwajcarii Haag zadebiutował 11 czerwca 1922 roku w przegranym 1:7 towarzyskim meczu z Austrią, rozegranym w Wiedniu. W 1924 roku był w kadrze Szwajcarii na Igrzyskach Olimpijskich w Paryżu. Zdobył na nich srebrny medal. Od 1922 do 1927 roku rozegrał w kadrze narodowej 7 meczów.